# Franz Xaver Gruber (Komponist)

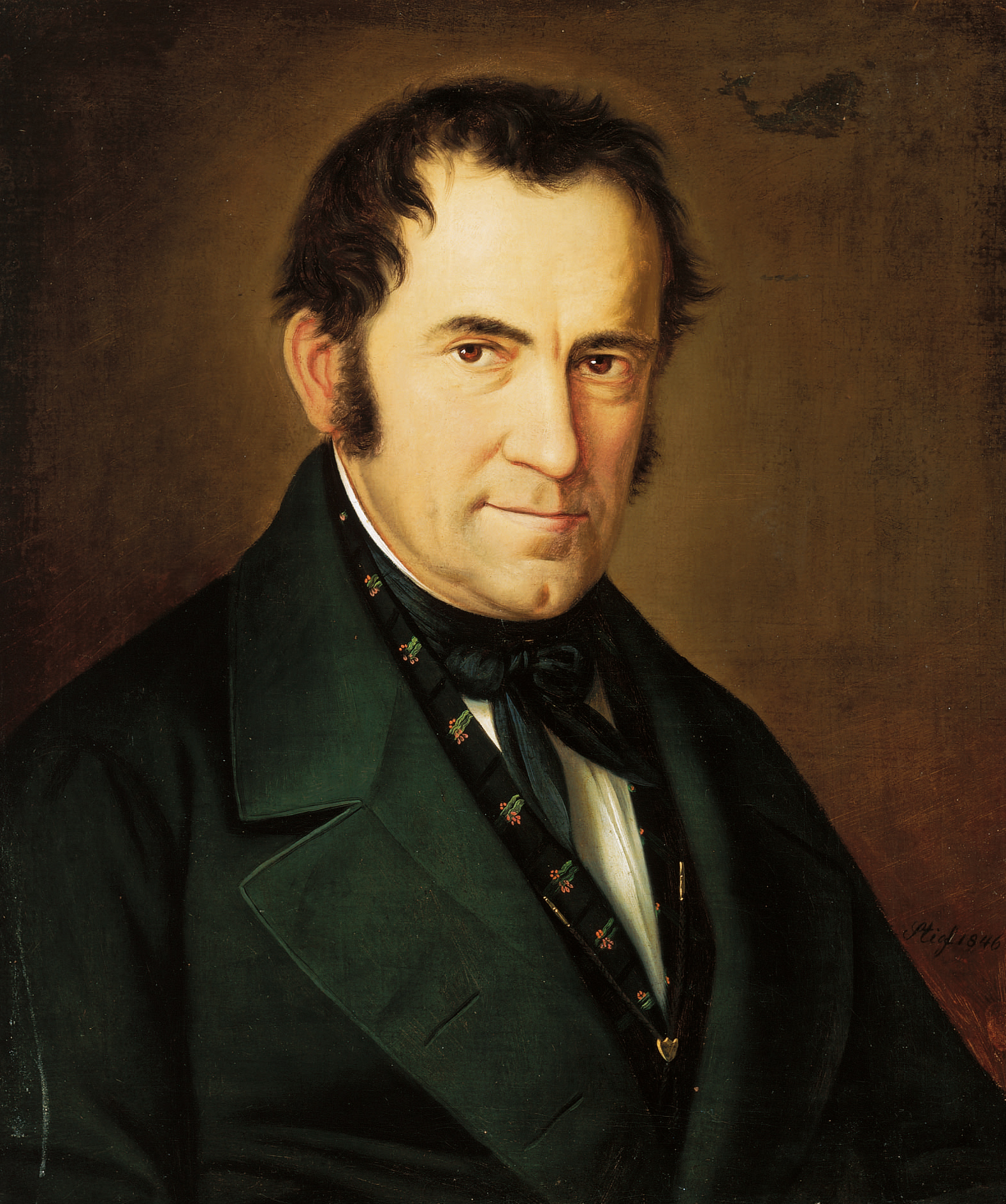
Porträt Grubers (gemalt von Sebastian Stief, Hallein 1846) Stille Nacht Museum Hallein

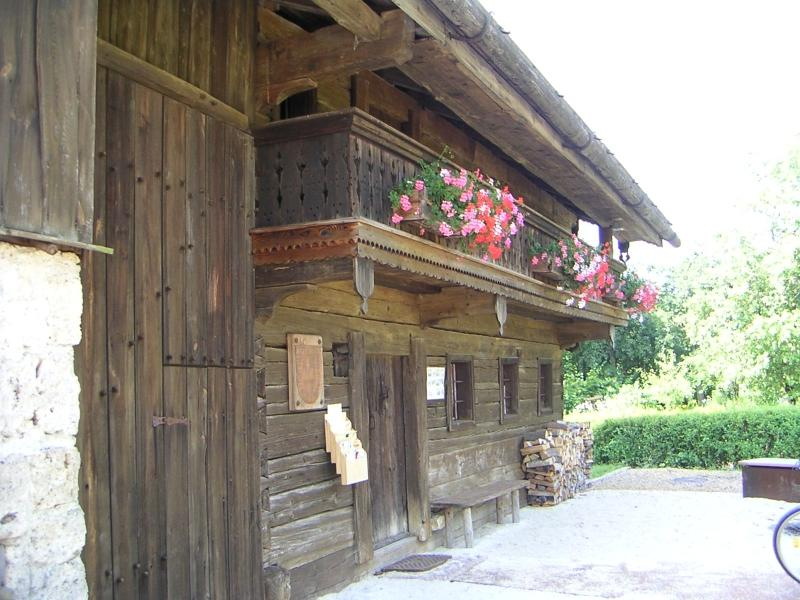
Franz-Xaver-Gruber-Gedächtnishaus in Hochburg-Ach

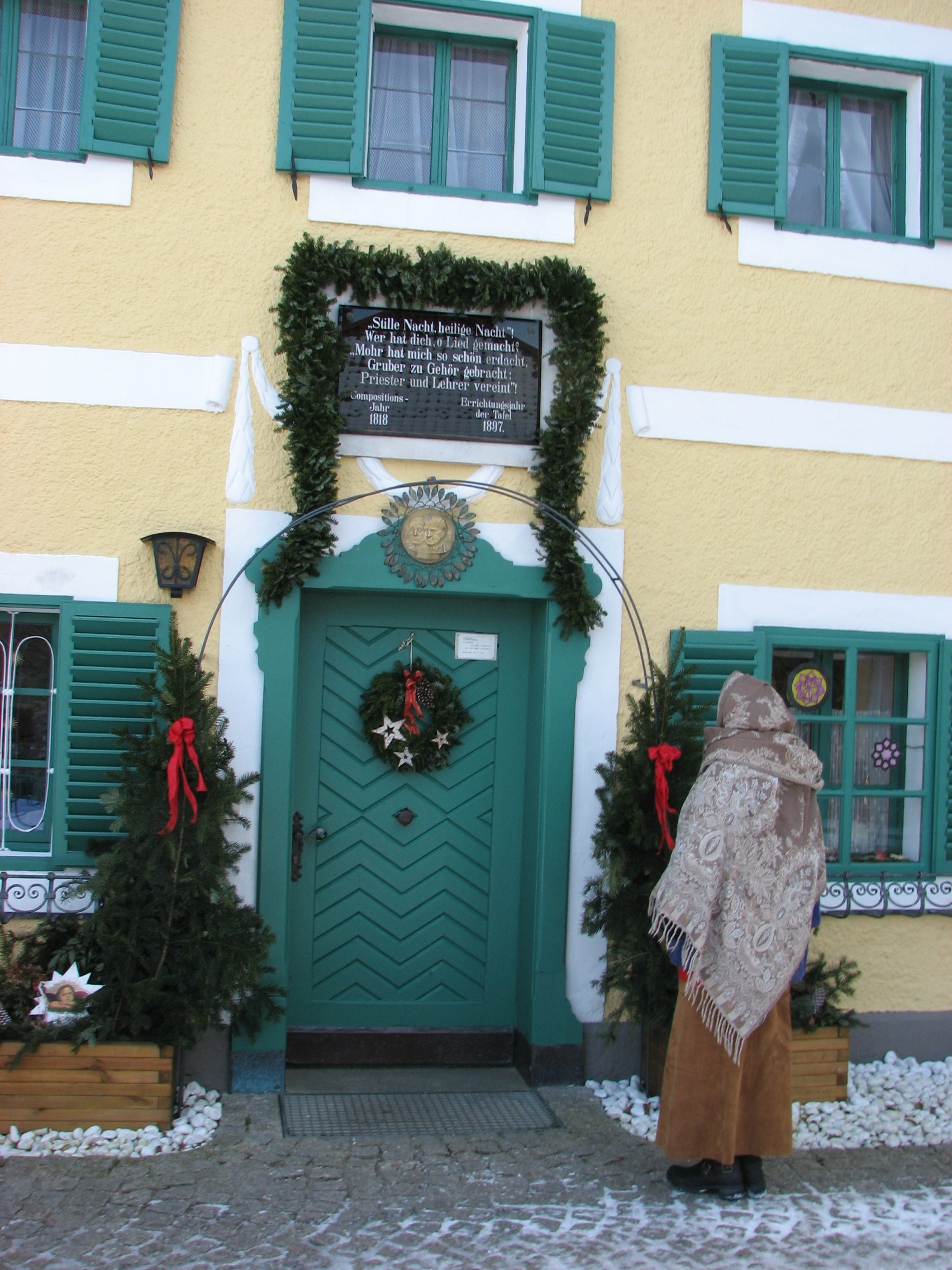
Grubers Schule in Arnsdorf bei Lamprechtshausen (2003)

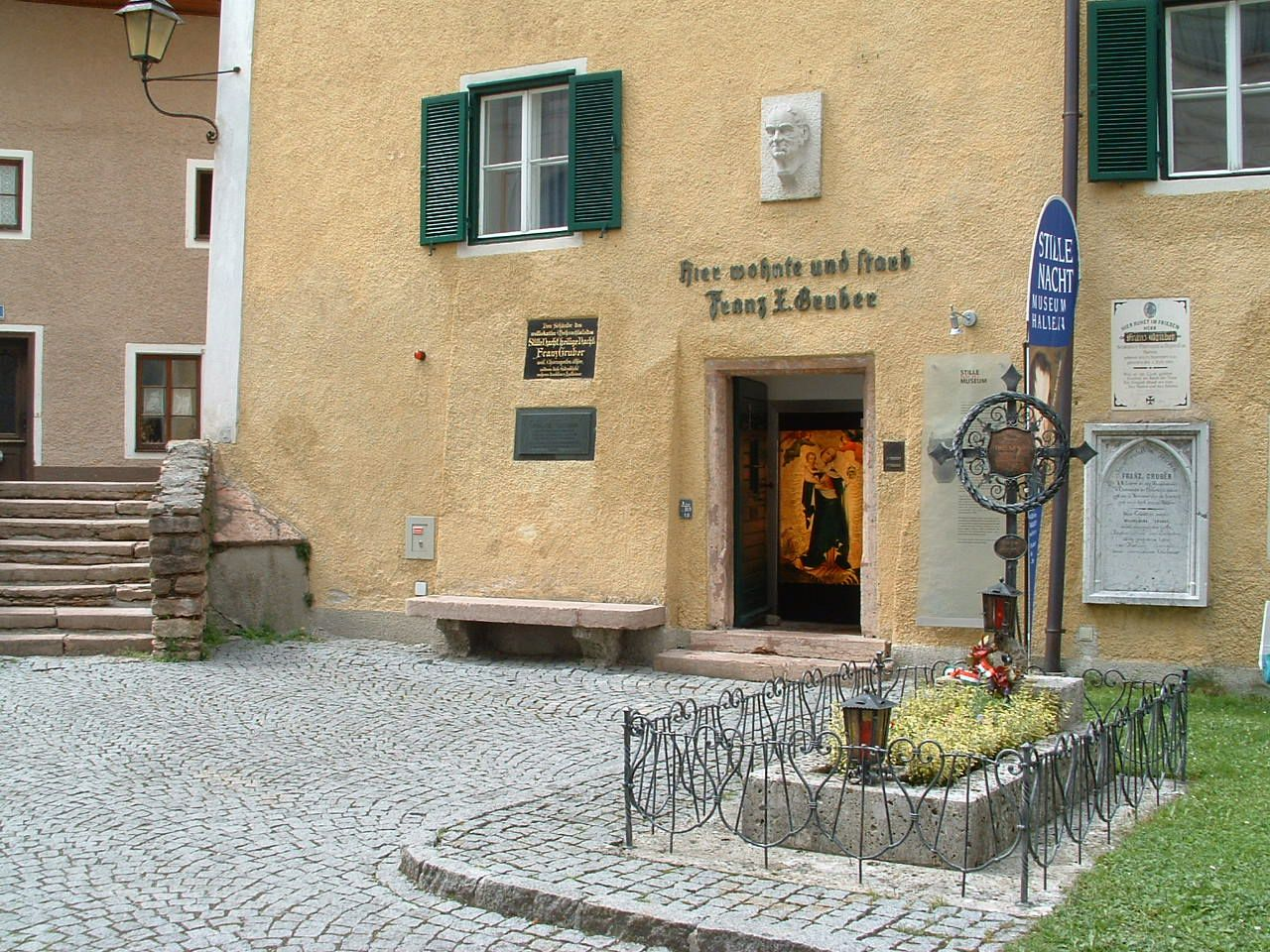
Grubers Grab in Hallein vor seinem Wohnhaus (2006), Franz Xaver Gruber Platz Hallein

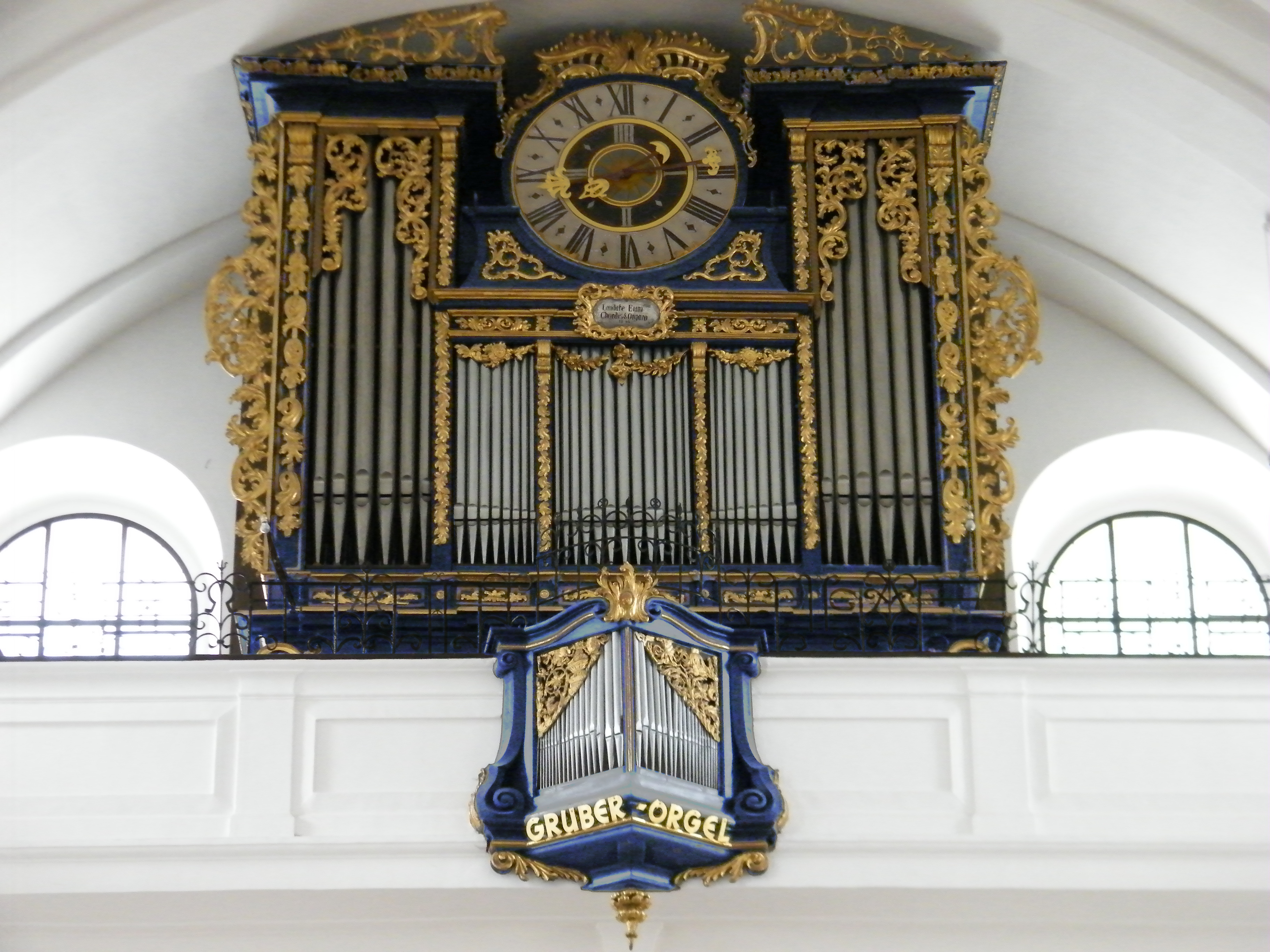
Gruber-Orgel von 1963

Conrad Franz Xaver Gruber (* 25. November 1787 in Unterweitzberg in Hochburg-Ach; † 7. Juni 1863 in Hallein) war ein österreichischer Komponist. Er schrieb 1818 die Melodie zum bekanntesten Weihnachtslied der Welt, Stille Nacht, heilige Nacht, das Joseph Mohr 1816 gedichtet hatte.

## Leben und Werk
Conrad Franz Xaver Gruber kam in Steinpoldsölde, Unterweitzberg Nr. 9, zur Welt. Als Sohn eines Leinenwebers sollte er ursprünglich bei seinem Vater das Weberhandwerk erlernen. Sein Schullehrer Andreas Peterlechner erkannte aber die musikalische Begabung Conrad Franz Xavers und überzeugte dessen Vater, ihm die Ausbildung zum Lehrer zu ermöglichen, die damals intensiv musikalisch war. Schon 1805 hatte Conrad Franz Xaver eine musikalische Ausbildung beim Stadtpfarrorganisten Georg Hartdobler im nahegelegenen Burghausen begonnen, im folgenden Jahr absolvierte er seine Lehrerausbildung in Ried im Innkreis und legte 1806 dort und in Salzburg die diesbezüglich geforderten Prüfungen ab. Danach musste er, wie damals vorgeschrieben, ein Jahr als Schulgehilfe arbeiten. Diese Zeit verbrachte er bei seinem Förderer und Lehrer Andreas Peterlechner in Hochburg-Ach, dann, am 12. November 1807, wurde er Lehrer in Arnsdorf. Um in die Mesnerwohnung der Wallfahrtskirche Maria am Mösl in Arnsdorf einziehen zu können, heiratete Conrad Franz Xaver die in dieser lebende zweifache Witwe Elisabeth Fischinger, mit der er in Folge zwei Kinder hatte; sie selber hatte zwei Kinder mit in die Ehe gebracht. Um seine finanzielle Lage zu verbessern und in der Hoffnung, später einmal die Lehrerstelle in Oberndorf zu erhalten, übernahm er 1816–1829 von Arnsdorf aus den Kantoren- und Organistendienst in der Schifferkirche St. Nikola zu Oberndorf. Franz Xaver Gruber konnte damit die oft kombinierte Tätigkeit als Lehrer, Organist und Mesner ausüben.
Die Schule Arnsdorf ist die älteste noch genutzte Schule Österreichs. In ihr werden derzeit noch zwei Klassen unterrichtet. Das ursprünglich als Mesnerhaus direkt neben der Kirche gelegene Haus dient heute als Museum.
Bekannt wurde Gruber durch seine Vertonung eines heute weltweit bekannten Weihnachtsgedichts des Hilfspriesters Joseph Mohr, Stille Nacht, heilige Nacht, das er am 24. Dezember 1818 in der Kirche St. Nikolaus in Oberndorf, in der er aushilfsweise als Organist tätig war, bei der Weihnachtsmette erstmals aufführte, wobei Joseph Mohr die Gitarre spielte. Später arrangierte er das Lied auch für Orgel. F. X. Gruber und Joseph Mohr schufen weitere Kirchenlieder.
Nachdem 1825 seine erste Frau gestorben war, heiratete Gruber 1826 die Arnsdorferin Maria Breitfuß, die in den Jahren des Wiener Kongresses, als die östlichen und südlichen Salzburger Gebiete endgültig an Österreich fielen, seine Schülerin war. Mit ihr hatte Gruber zehn Kinder. Von seinen insgesamt zwölf leiblichen Kindern wurden nur vier erwachsen: Franz Xaver (* 27. November 1826 in Lamprechtshausen; † 18. April 1871 in Hallein), Elisabeth (* 1. November 1832 in Berndorf; † 31. März 1902 in Hallein), Amalie (* 9. Juni 1834 in Berndorf; † 2. Mai 1871 in Hallein) und Felix (* 18. Mai 1840; † 11. Jänner 1884 in Hallein). Die Söhne Franz Xaver und Felix waren wie ihr Vater musikalisch vielfältig tätig, wobei Franz Xaver 1849 die heute noch bestehende Halleiner Liedertafel gründete.
1829 wurde Gruber Lehrer im nahen Berndorf, und 1833 Stadtpfarrchorregent in der Stadt Hallein. Nach dem Tod seiner zweiten Frau heiratete Gruber 1842 Katharina Rieser, verwitwete Wimmer. 1863 starb Gruber angesehen und relativ wohlhabend in Hallein.
Seine Grabstätte befindet sich neben der Halleiner Stadtpfarrkirche, als einzige am alten 1882 aufgelassenen Friedhof.

## Rezeption
- 1928 wurde in Oberndorf das von Josef Mühlbacher geschaffene Mohr-Gruber-Denkmal enthüllt.
- 1932 wurde die Franz-Gruber-Straße in München-Ramersdorf nach ihm benannt
- Heute ist in seinem ehemaligen Wohnhaus das Stille-Nacht-Museum Hallein untergebracht.
- 1963 wurde in der Pfarrkirche Hallein die durch die Firma Dreher und Reinisch errichtete sog. Gruber-Orgel ihrer Bestimmung übergeben.
- Grubers Leben und Wirken wird in seinem Lehrer- und Wohnhaus in Arnsdorf im grundsanierten und neu gestalteten Stille-Nacht-Museum Arnsdorf präsentiert.[7]
- Zu seinen Ehren wurde die Burghauser Franz-Xaver-Gruber-Schule benannt (Haupt- bzw. jetzt Mittelschule).
- Seit 2012 existiert in Hochburg-Ach ein Franz-Xaver-Gruber-Weg, der vom Land Oberösterreich, dem Bezirk Braunau, der deutschen Nachbarstadt Burghausen und der Gemeinde Hochburg-Ach gefördert wird und darauf hinweist, dass hier der Komponist des weltbekannten Friedens- und Weihnachtsliedes Stille Nacht zur Welt kam. Der Künstler Hubert Flörl hat für den Weg eine Serie von Skulpturen geschaffen.[8]
- Im Oktober 2018 wurde in Berndorf ein vom Kuchler Bildhauer Peter Schwaighofer geschaffenes Denkmal zu Ehren Franz Xaver Grubers enthüllt.[9]